# 12 Gold Bars
12 Gold Bars è il primo album di raccolta del gruppo musicale britannico Status Quo, pubblicato il 21 marzo 1980.

## Descrizione
Il disco racchiude dodici singoli pubblicati nel periodo compreso tra il 1972 e il 1979 e offre il meglio del classico repertorio hard rock del gruppo: da Paper Plane a Rain, da Down Down all'allora recente Whatever You Want.
Il pubblico premia il prodotto con un grandissimo consenso di vendite e 19 mesi di permanenza nelle classifiche britanniche.
L'album tornerà ad avere un altro exploit nel 1984, quando la Vertigo deciderà di pubblicare un 12 Gold Bars Vol. 2.

## Tracce
Lato A
1. Rockin' All Over the World – 3:33 (Fogerty)
2. Down Down – 3:49 (Rossi/Young)
3. Caroline – 3:43 (Rossi/Young)
4. Paper Plane – 2:55 (Rossi/Young)
5. Break the Rules – 3:38 (Rossi/Young/Parfitt/Lancaster/Coghlan)
6. Again and Again – 3:40 (Parfitt/Bown/Lynton)

Lato B
1. Mystery Song – 3:58 (Parfitt/Young)
2. Roll Over Lay Down – 5:41 (Rossi/Young/Lancaster/Parfitt/Coghlan)
3. Rain – 4:33 (Parfitt)
4. Wild Side of Life – 3:15 (Warren/Carter)
5. Whatever You Want – 4:01 (Parfitt/Bown)
6. Living on an Island – 3:47 (Parfitt/Young)

## Formazione
- Francis Rossi – chitarra solista, voce
- Rick Parfitt – chitarra ritmica, voce
- Alan Lancaster – basso, voce
- John Coghlan – percussioni

## Altri musicisti
- Andy Bown – tastiere
- Bob Young – armonica

## British album chart (permanenza nella Top 20)
| Posizione | 14 | 4 | 4 | 3 | 3 | 3 | 3 | 3 | 6 | 6 | 7 | 7 | 8 | 7 | 6 | 12 | 16 | uscito |